# Petter Folcker
Petter Folcker, född 1716 i Gävle, död den 26 december 1775, var en svensk jurist.

## Biografi
Folcker blev extra ordinarie landskanslist i Gävleborgs län 1735, auskultant vid Stockholms rådstuvurätt och kämnärsrätt 1737, i Svea hovrätt 1739, extra ordinarie kanslist där samma år, extra ordinarie notarie vid kriminalprotokollet 1742, med tillstånd att brukas vid civilprotokollet 1745, vice notarie 1747 och ordinarie notarie i hovrätten 1752. Han var häradshövding i Västerbottens norra kontrakts domsaga från 1757 till sin död.